# ميخائيل زينكيفيتش
ميخائيل زينكيفيتش (بالأوكرانية: Михаїл)‏ هو رجل ديني أوكراني، ومطران لوتسك وفولينيا. وُلد باسم تيموفي زينكيفيتش (بالأوكرانية Тимофій Зінкевич) في 9 مايو 1966 في قرية لوسياتين بأوكرانيا.

## سيرته الذاتية
وُلد تيموفي زينكيفيتش في 9 مايو سنة 1966 كان يدرس في مدرسة ثانوية بلوسياتين بين 1973 و1982، كان يخدم في الأسطول البحري السوفياتي بين 1984 و1879. كان يعمل في الدير الأرثوذكسي للرهبان في بلدة بوتشايف في 1987 و1988، وعُين قندلفتا كنيسة الميلاد في مدينة تشيركاسي. كان يتعلم في مدرسة دينية بمدينة بطرسبرغ بين 1990 و1994 ثم تخرج من الأكاديمية الدينية في كييف في 1998. ورُسم شماسا في 1997 ورسم راهبا في هذا العام. وبات أسقفا في سومي وأوختيركا في 2000. ورسمه قداسة بطريرك الكنيسة الأرثذوكسية الأوكرانية فيلاريت مطرانا العام 2012.

## التكريم
مُنح وسام الأمير القديس فولوديمير في 2004 ووسام القديس جرجس في 2006 وهذان من أعلى الأوسمة الدينية في أوكرانيا.